# Roussines (Charente)
Roussines, okzitanisch Rossinas, ist eine französische Gemeinde mit 298 Einwohnern (Stand 1. Januar 2022) im Département Charente in der Region Nouvelle-Aquitaine (vor 2016 Aquitanien). Sie gehört zum Arrondissement Confolens und zum Kanton Charente-Bonnieure. Die Einwohner werden als Roussinois bzw. Roussinoises bezeichnet.

## Etymologie
Der Ursprung der Ortsbezeichnung Roussines dürfte auf den gallorömischen Eigennamen Ruscinius oder Russinus zurückzuführen sein, seinerseits abgeleitet von Russus. Im Jahr 1280 war der Ort als Runciniis bzw. Rossinis bekannt und 1444 als Rossines.

## Geographie
Roussines grenzt an das Département Dordogne und an das Département Haute-Vienne. Sie wird von folgenden sechs Nachbargemeinden umgeben:
|         | Le Lindois                                  | Sauvagnac                              |
| Rouzède | Kompassrose, die auf Nachbargemeinden zeigt | Maisonnais-sur-Tardoire (Haute-Vienne) |
| Écuras  | Busserolles (Dordogne)                      |                                        |

Roussines liegt acht Kilometer südöstlich von Montembœuf, elf Kilometer nordöstlich von Montbron und elf Kilometer westlich von Saint-Mathieu. Bis nach Angoulême im Westen sind es 37 Kilometer und nach Limoges im Osten 51 Kilometer. Confolens im Norden ist 33 Kilometer entfernt.
Die Durchschnittshöhe des Gemeindegebiets ist 220 Meter über dem Meer. Die maximalen Höhenunterschiede betragen 134 Meter, wobei der tiefste Punkt an der Tardoire im Süden auf 147 Meter und der höchste Punkt mit 281 Meter an der Nordgrenze zur Nachbargemeinde Le Lindois liegt. Der Ortskern befindet sich auf 238 Meter.
Größere Ortschaften in der Gemeinde Roussines sind Écossas, La Madrinie, La Séchère, Lavallade, Le Boin, Le Montizon, Magnanon und Roussines. Kleinere Ortschaften, Weiler, Höfe, Anwesen, Mühlen und Geländepunkte sind Bellac, Bos de Samaroux, Chez Caillaud, Chez Conton, Chez Lotte, Chez Piroux, Chez Thibaud, Étangs de Montizon, Étang de la Grole, La Majeunie, La Prade, Le Bois de l'Age, Le Buisson, le Clos, Le Gros Chêne, Le Fayon, Le Moulin de Roussines, Le Pont, Le Pont Rouchaud, le Recoudet, Le Village Neuf, Les Brousses, Les Brunetiers, Les Brunies, Les Fontaines Claires, Les Fossés, Les Frauds, Les Gravets, Les Landes, Les Landes de Placant, Les Mottes, Les Sèches, Les Vignes und Samaroux.

### Verkehrsanbindung
Der Ortskern von Roussines wird in nordwestlicher Richtung von der D 50 (bzw. D 88 in der Dordogne) von Busserolles nach Le Lindois durchquert. Den Ortskern verlässt in nordöstlicher Richtung die D 163 nach Sauvagnac. Ferner zweigt vom Zentrum auch die D 163 nach Écuras im Südwesten ab. Die Gemeindegrenze im Norden streift die aus Les Salles-Lavauguyon im Osten herüberkommende D 27 (bzw. D 34 in der Haute-Vienne). Kleinere Kommunalstraßen stellen die Verbindung zu den verstreut liegenden Ortschaften und Weilern her.

## Hydrographie

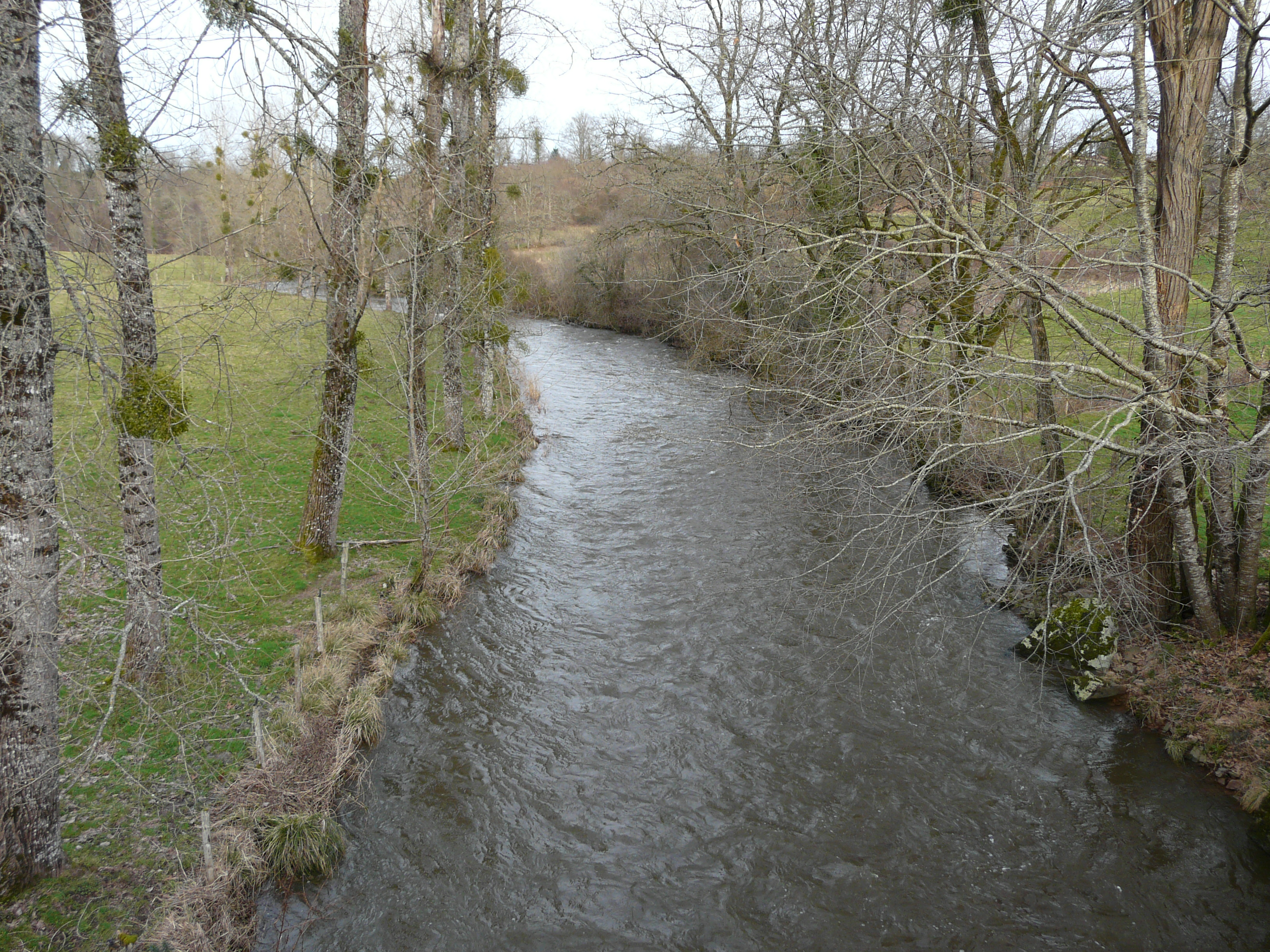
Die Tardoire, Grenzfluss zwischen Roussines (links) und Maisonnais-sur-Tardoire (rechts)

Das Gemeindegebiet von Roussines wird von der Tardoire und ihren kleinen rechten Nebenflüssen entwässert. Die Tardoire bildet die Départementsgrenze zur Haute-Vienne (Maisonnais-sur-Tardoire) und zur Dordogne (Busserolles) und fließt nach Südwest ab. Erster rechter Nebenfluss der Tardoire ist der Suchés, der die Gemeindegrenze gegenüber der Haute-Vienne nach Norden verlängert. Weitere von Norden kommende rechte Nebenflüsse sind der Ruisseau de Logeat, der Ruisseau de la Peyre und der Ruisseau de Montizon. Der Ruisseau de la Peyre mündet in den Ruisseau de Logeat und bildet die Grenze zur Nachbargemeinde Sauvagnac. Der Ruisseau de Montizon entspringt in der Gemeinde Le Lindois und läuft dann westlich am Ortskern vorbei nach Süden in Richtung Tardoire.
Der relativ wasserundurchlässige Boden begünstigt viele kleinere Weiher und Staubecken im Gemeindegebiet.

## Geologie

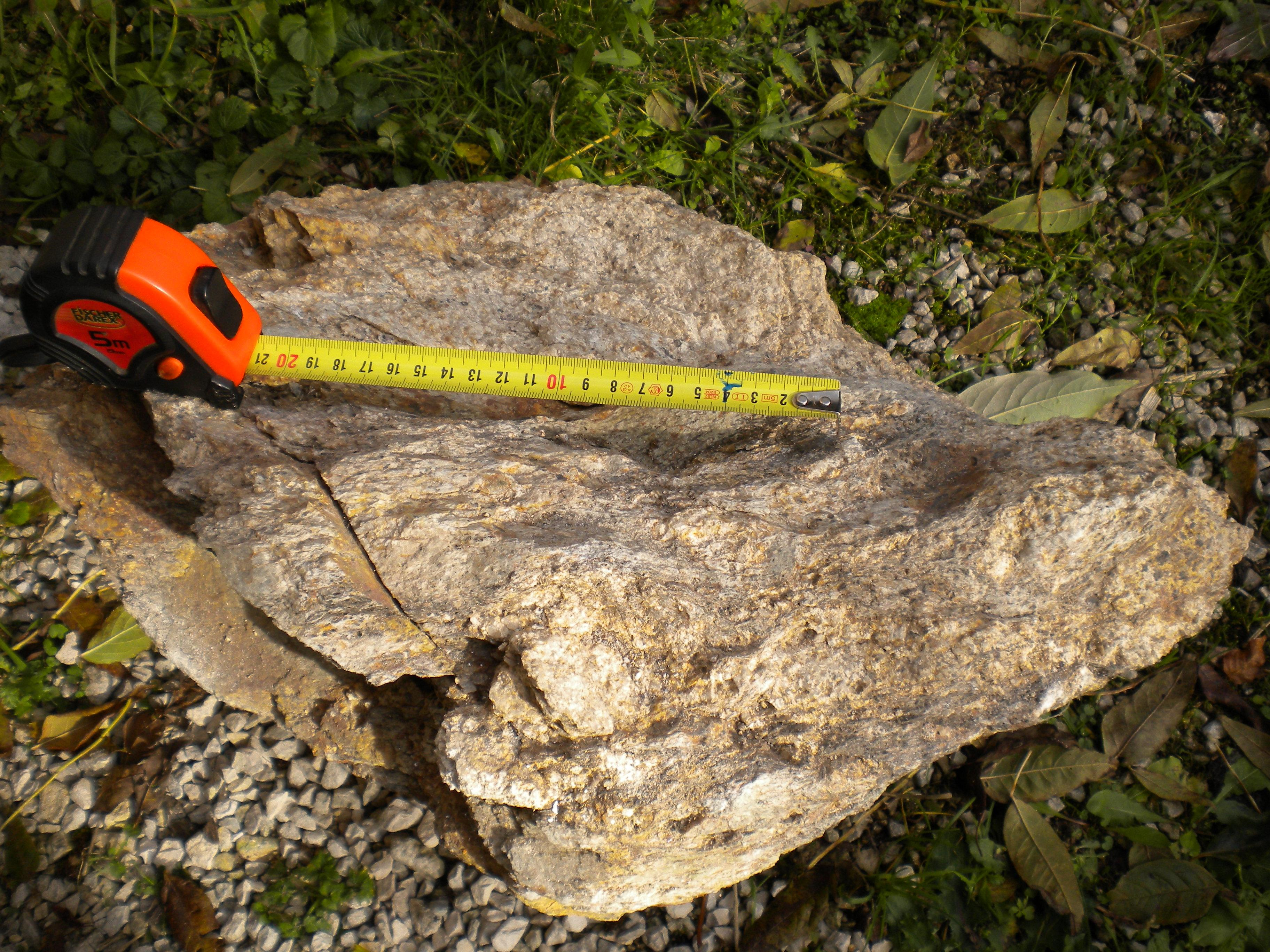
Der Roussines-Leukogranit

Das Gemeindegebiet von Roussines wird in seiner Gesamtheit vom metamorphen Grundgebirge des nordwestlichen Massif Central unterlagert. Es liegt strukturell am Nordrand des Saint-Mathieu-Doms. Hauptgesteine sind Granitoide und Gneise. 
Im Südteil der Gemeinde stehen Paragneise (ζ1-2) und migmatitische Paragneise (Metatexite – Mζ1-2) an, mit denen die Mikrogranite (μγ3M) der nördlichen Apophyse des Piégut-Pluviers-Granodiorits assoziiert sind. Die Paragneise streichen generell Nordost und fallen mit 30 bis 60 ° nach Nordwest ein. 
Weiter nördlich folgt dann der entlang der Montbron-Störung zerscherte Nordwestflügel des Saint-Mathieu-Leukogranits. Er beginnt mit dem Roussines-Leukogranit (γζ1-2) – einer stark tektonisierten Fazies mit S-C-Gefüge, die hier ihre Typlokalität besitzt. Weiter nordwärts folgen dann die koplanare feinkörnige Fazies (γ2M) und die feinkörnige Fazies (Champniers-Reilhac-Leukogranit – γ2). Die Foliation der Leukogranite – so erkennbar – streicht Nordost und fällt mit 21 bis 60° nach Nordwest ein und verläuft somit parallel zur Orientation der Paragneise.
Alle leukogranitischen Fazies werden von mehreren N 000 und N 020 streichenden Mikrogranitgängen (μγ – bei Écossas und bei Le Boin) und von zwei kleinen Lamprophyrkörpern (Mikrodioriten – μη1-2 – bei Lavallade und Le Moulin de Roussines) durchsetzt.
Einige Störungen durchziehen das Grundgebirge – sie streichen Nordnordwest und Nordnordost (überwiegend).
Bei Les Frauds und Les Vignes bedeckt pleistozänes Kolluvium das Grundgebirge. Es handelt sich um Tone und Sande mit Kieslagen von wieder aufgearbeitetem Grundgebirgsmaterial.
Die Talungen der Tardoire und des Ruisseau de Montizon werden von holozänem Alluvium – ziegelrote Tone mit Grundgebirgsgeröllen – verfüllt.

## Ökologie und Umwelt
Roussines ist eine recht waldreiche Gemeinde mit einem Baumbestand von rund 50 % der Gemeindefläche. Auf den Wiesen wird Viehzucht betrieben mit vorwiegend Rindern der Limousin-Rasse.
Klimatisch herrscht ein abgeschwächtes Seeklima typisch für die Charente Limousine, die im Vergleich zum übrigen Département Charente niedrigere Temperaturen und höhere Niederschläge aufzuweisen hat.

## Geschichte
Bei Les Mottes war im 19. Jahrhundert noch eine kreisförmige Wallanlage von 55 Meter Durchmesser zu erkennen, die auf einen alten Siedlungsplatz hindeutete. Sein Alter genaues ist unbekannt, eventuell frühgeschichtlich, möglicherweise geht er aber auch nur bis ins Mittelalter zurück. Die Ortskirche Saint-Jacques wurde im 11./12. Jahrhundert errichtet und ist romanischen Baustils. Das älteste Kirchenbuch der Pfarrgemeinde stammt aus dem Jahr 1648. Wie auch Montbron lag Roussines während des Mittelalters auf einem Ost-West verlaufenden Seitenast des Jakobswegs, der als Pilgerziel die Reliquien des Heiligen Eutropius in Saintes hatte. Roussines besitzt eine der sieben Jakobskirchen in der Charente. Während des Ancien Régime bestanden bei Le Montizon bedeutende Schmieden. Das Château d'Écossas gehörte einst der Familie Dauphin.

## Bevölkerungsentwicklung
| Jahr                       | 1962 | 1968 | 1975 | 1982 | 1990 | 1999 | 2007 | 2019 |
| Einwohner                  | 577  | 504  | 442  | 396  | 374  | 301  | 311  | 294  |
| Quellen: Cassini und INSEE |      |      |      |      |      |      |      |      |

Die Bevölkerung von Roussines ist unter leichten Schwankungen seit 1962 generell rückläufig (Gesamtverlust ca. 50 Prozent).

## Sehenswürdigkeiten
- Pfarrkirche Saint-Jacques aus dem 11/12. Jahrhundert
- Schmiede Pont Rouchaud aus dem Jahr 1792
- Château de Bellat (Ruine).

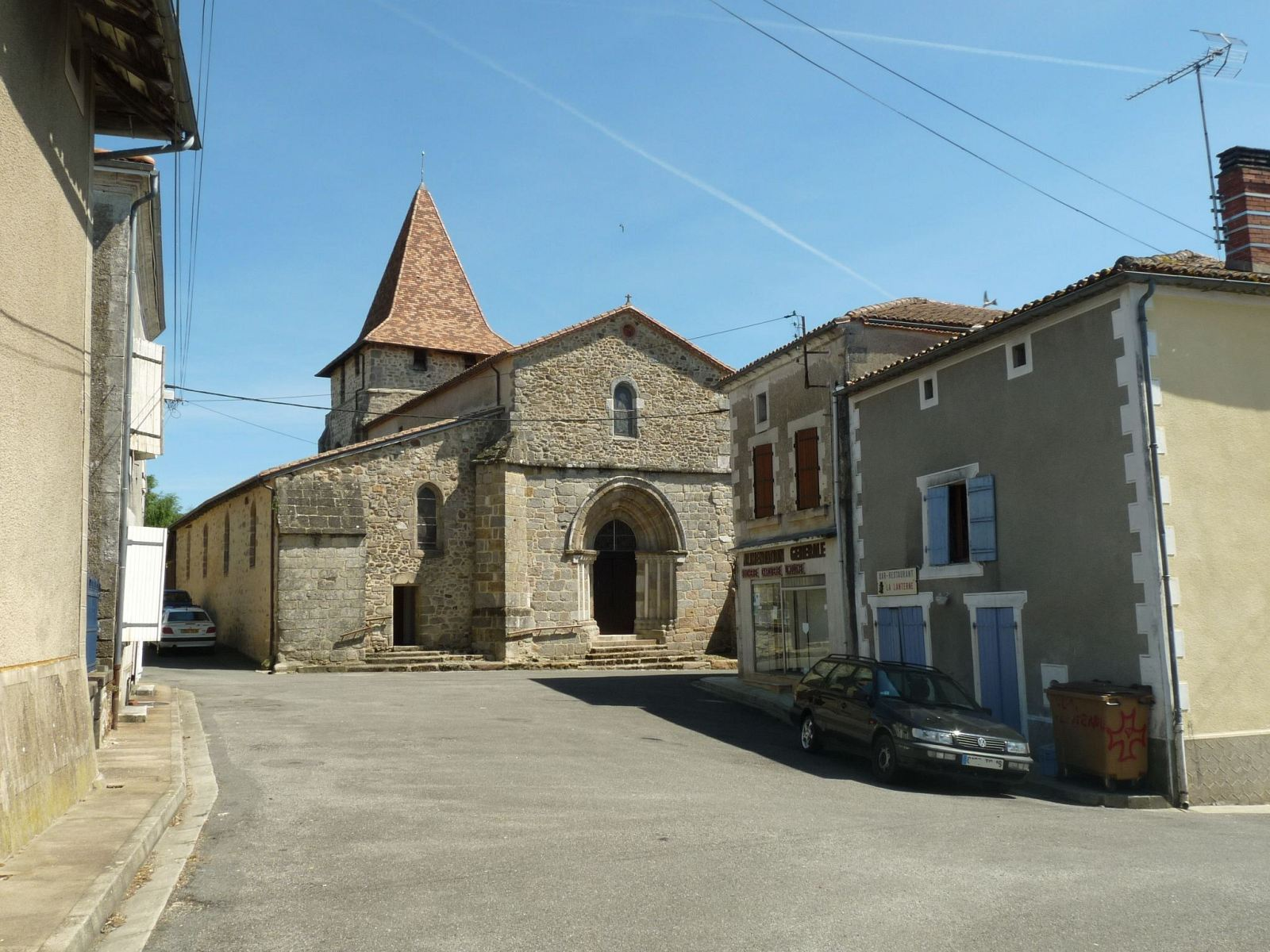
Saint-Jacques und Kirchplatz
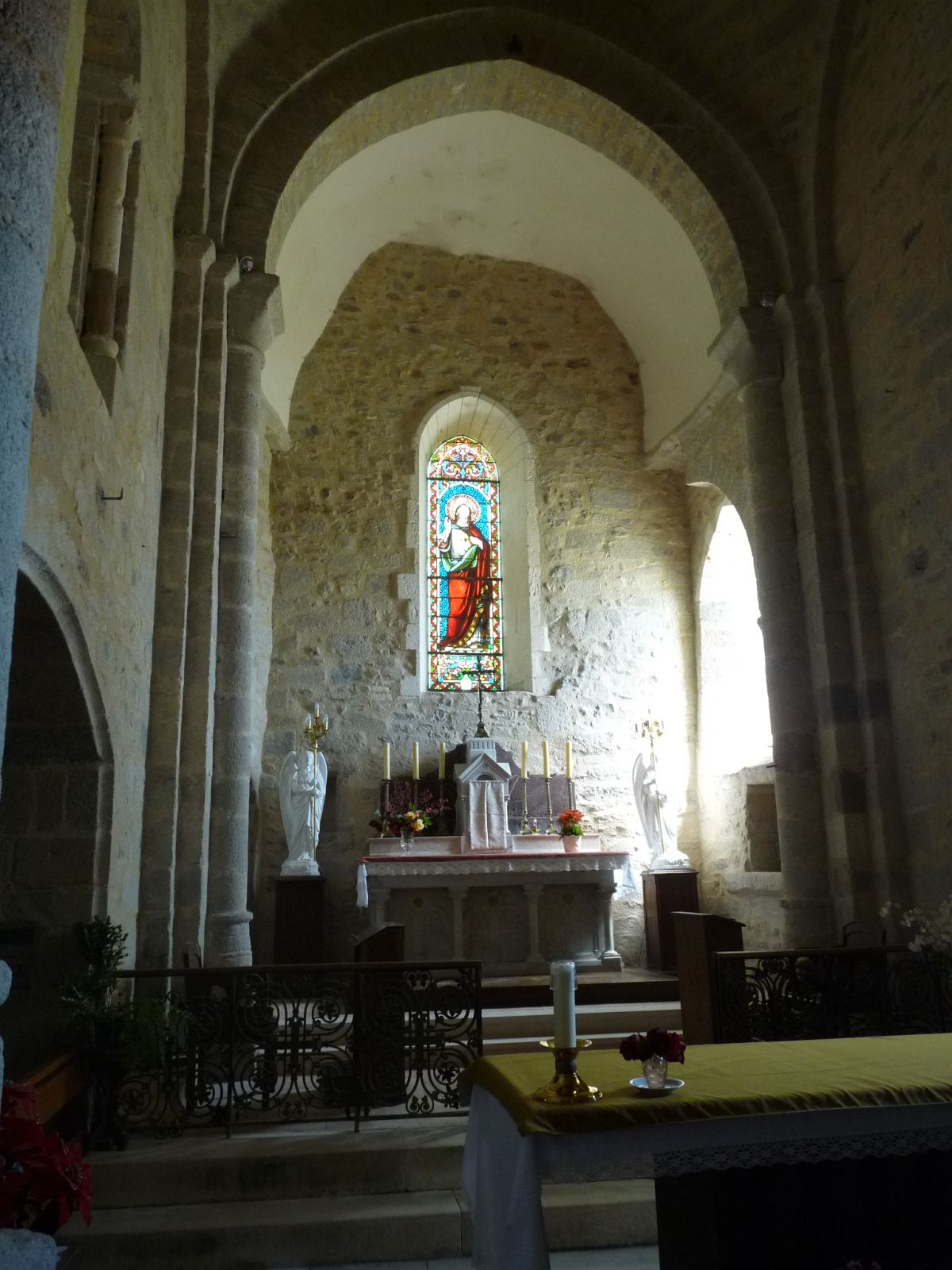
Innenansicht von Saint-Jacques
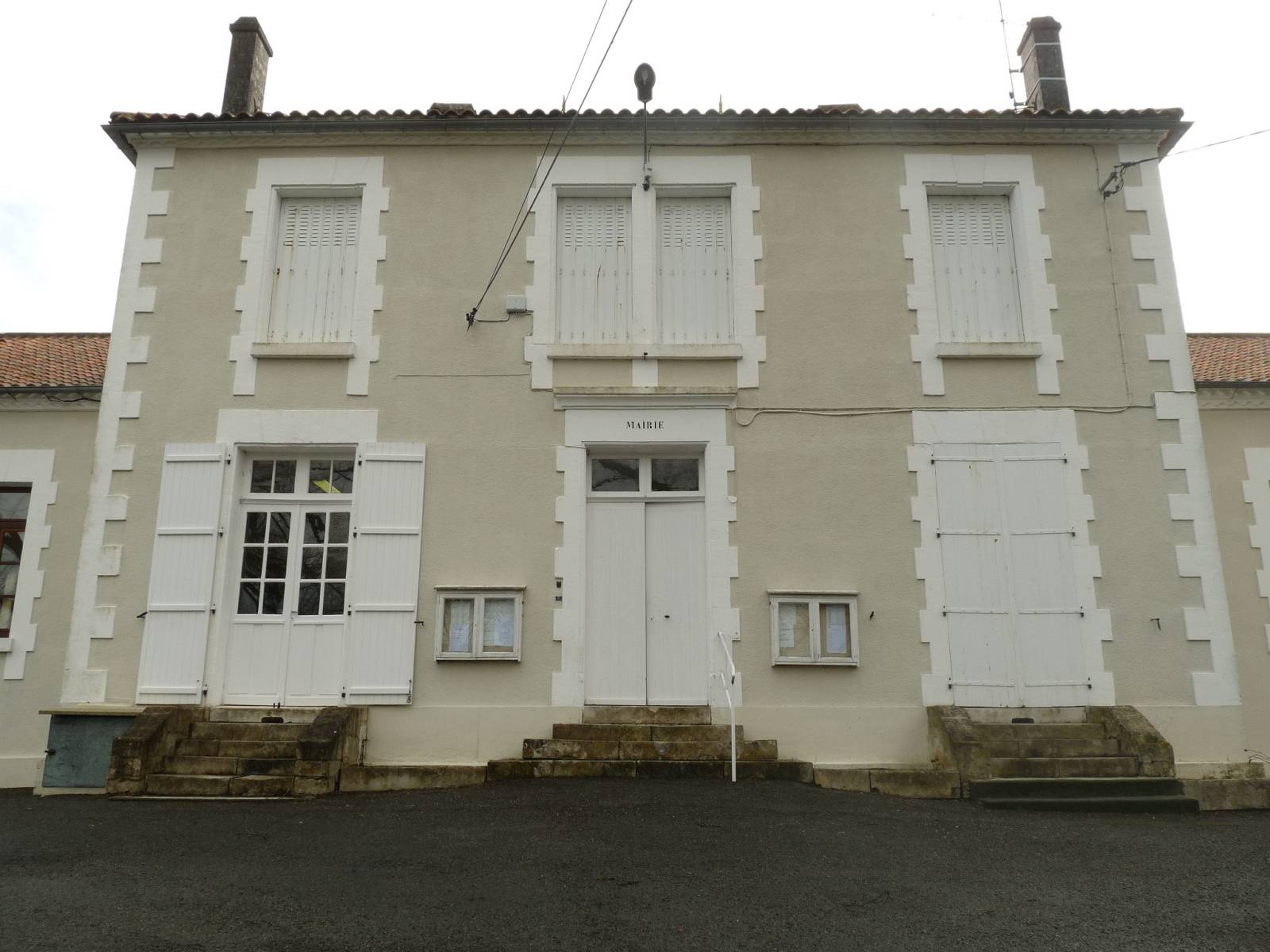
Mairie von Roussines
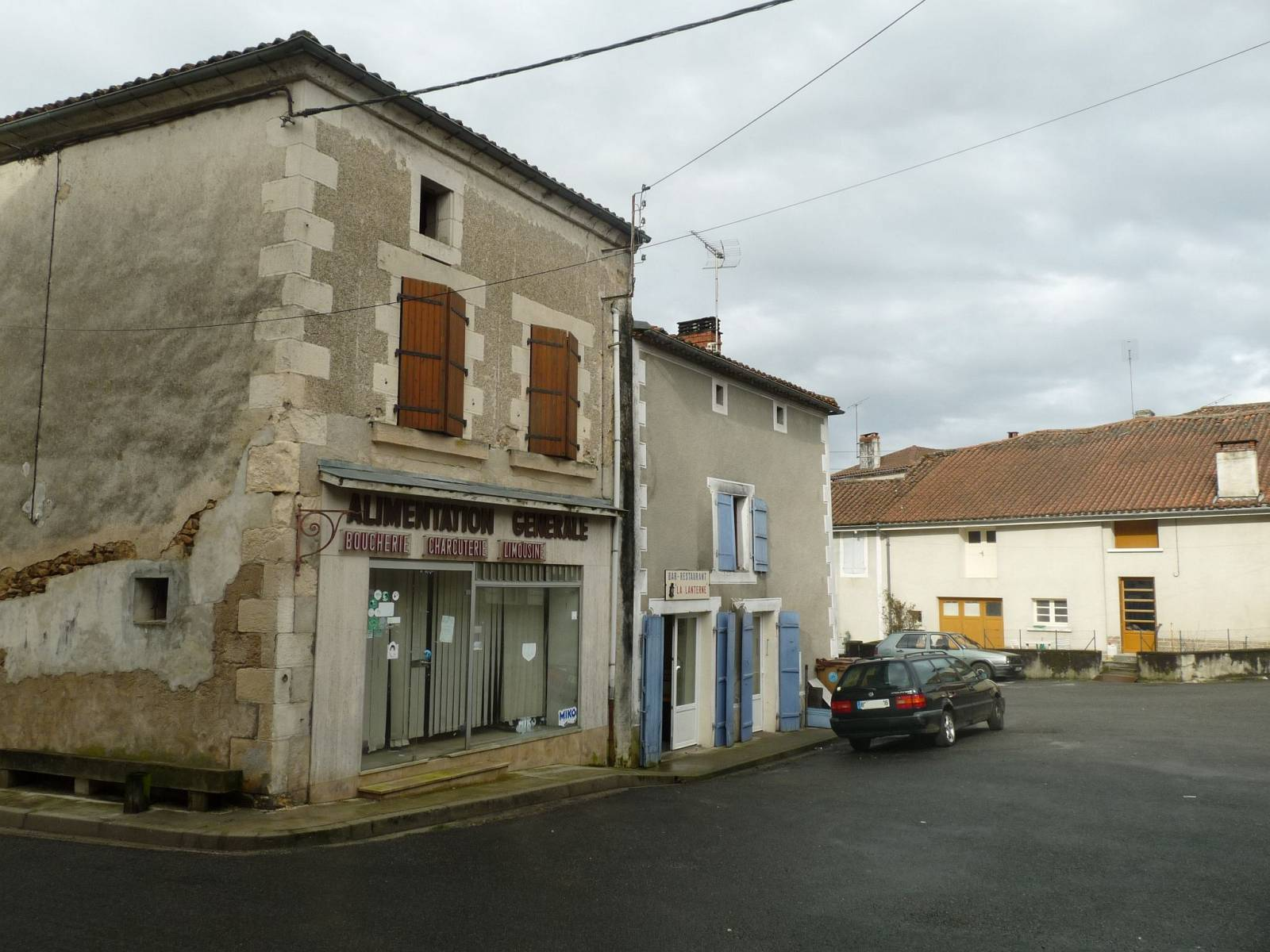
Zentraler Platz vor der Kirche
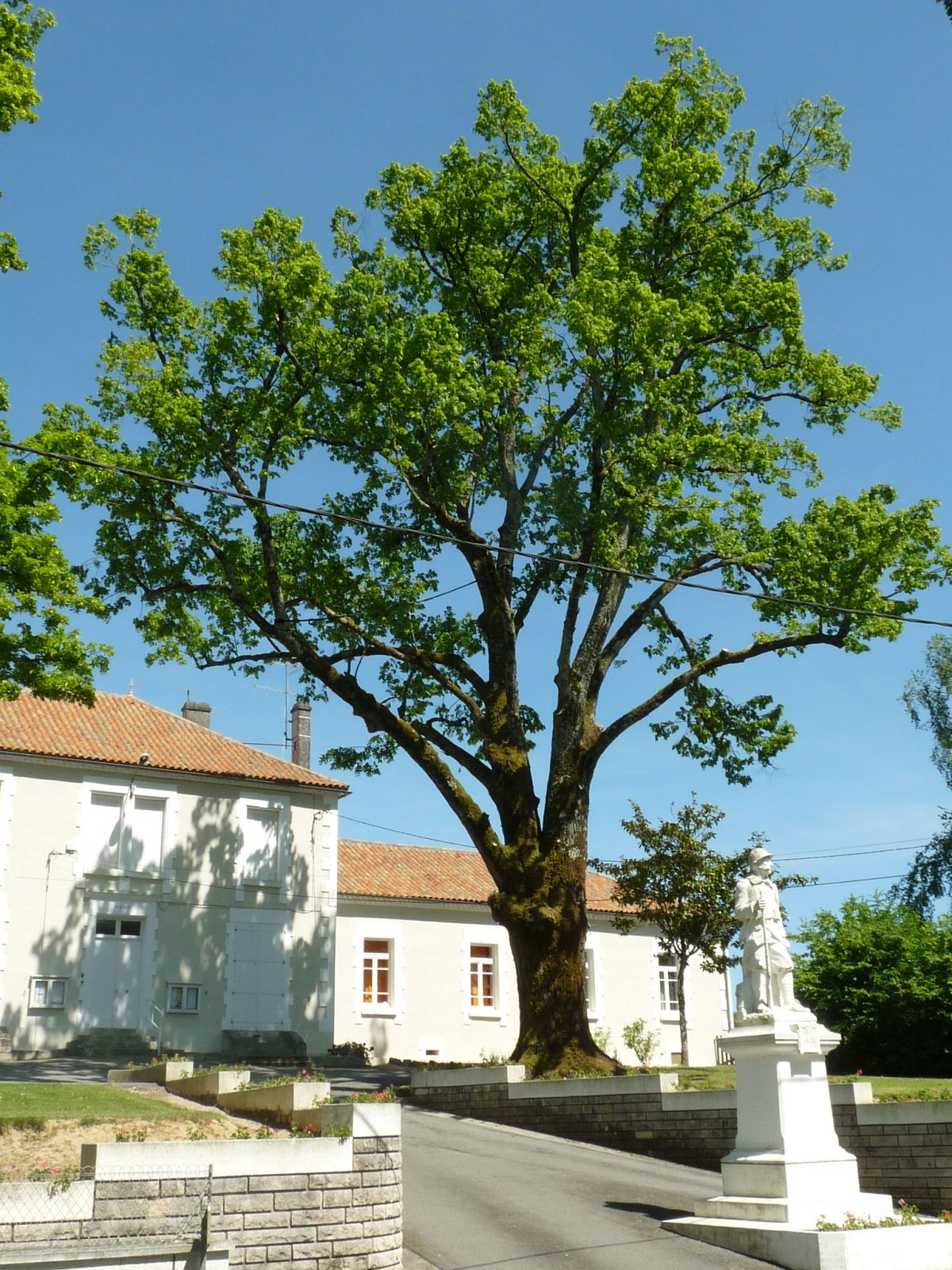
Große Linde vor der Mairie
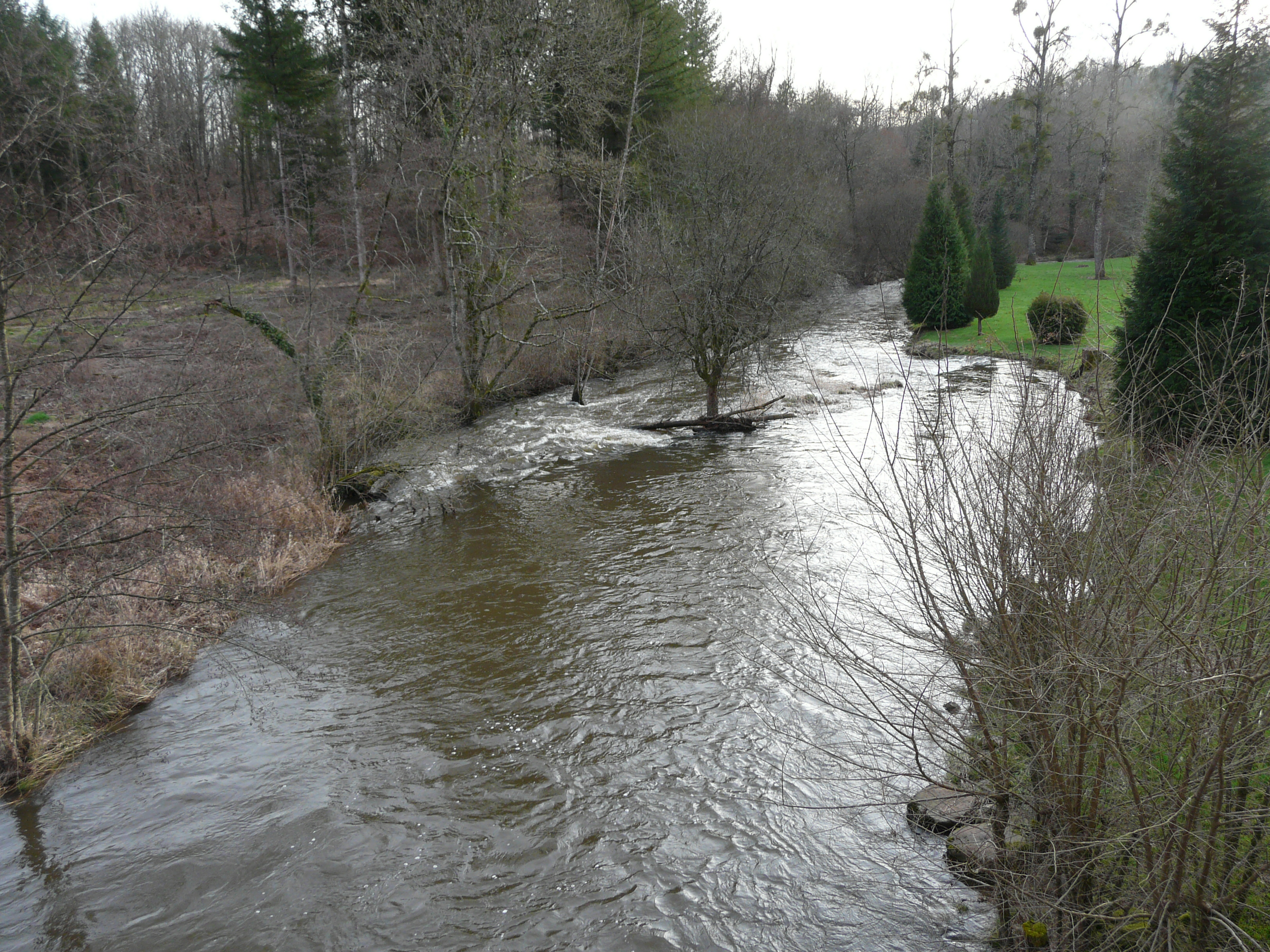
Die Tardoire unterhalb der D 50, die Gemeinde Busserolles liegt linkerhand